# Hajndl
Hajndl je naselje v Občini Ormož. Z naselja je razgled po dolini do Ptuja. Vidijo se tudi mariborsko Pohorje, Boč, Velika Nedelja, Podgorci in ostala bližnja naselja.